# Madzy Ford
Madzy Ford-van Lennep (1922 - 11 december 2008) was een Nederlands auteur van detective-verhalen, hoorspelen en romans. De verhalen van Ford gaan vaak over vrouwen, en zijn geschreven vanuit het perspectief van vrouwen. Ze was de zus van jonkheer Emile van Lennep (een topambtenaar aan wie na zijn pensionering de eretitel Minister van staat werd toegekend) en afstammeling van schrijver Jacob van Lennep.

## Hoorspelen
Ford schreef onder andere de volgende hoorspelen:
- Juffrouw Elpenhout en/of de vermoorde onnooselheydt van Joost van den Vondel, met regisseur Ad Löbler, uitgezonden op 17 november 1976 door de VARA.[5] Hierin acteerden o.a. Maria Lindes,[6] Eva Janssen en Elisabeth Versluys.[7]
- Parkiet in kooi, opnieuw met regisseur Ad Löbler, uitgezonden in 1978. Hierin speelde Fé Sciarone mee.
- Het eerste deel van De pletmachine, uitgezonden door de VARA op 19 maart 1980, opnieuw met regisseur Ad Löbler en met Maria Lindes en Eva Janssen.[8]

## Persoonlijk
Madzy Ford-van Lennep was de dochter van Herman Samuel van Lennep (1893-1974) en Catharina de Vogel. Ze woonde in Amsterdam en was op 5 januari 1945 getrouwd met William James Ford (1919-2005).